# 庫克斯冰川
78°41′S 162°0′E / 78.683°S 162.000°E
庫克斯冰川是南極洲的冰川，流經庫克斯山，最終在代爾塔冰川對面注入斯凱爾頓冰川，該冰川由新西蘭探險隊測量和命名。